# アル・イテファク
アル・イテファクFC（英語: Al Ettifaq Football Club, アラビア語: نادي الاتفاق لكرة القدم）は、サウジアラビアのダンマームをホームタウンとする、サウジ・プロフェッショナルリーグに所属するプロサッカークラブである。

## タイトル

### 国内タイトル
- サウジ・プロフェッショナルリーグ：2回
  - 1982-83, 1986-87

- サウジ国王杯：2回
  - 1968, 1985

- クラウン・プリンス・カップ：1回
  - 1965

- フェデレーション・カップ：3回
  - 1991, 2003, 2004

### 国際タイトル
- アラブ・チャンピオンズリーグ：2回
  - 1984, 1988

- GCCチャンピオンズリーグ：3回
  - 1983, 1988, 2006

## 現所属メンバー
注：選手の国籍表記はFIFAの定めた代表資格ルールに基づく。
| No. | Pos. |                | 選手名                         |
| --- | ---- | -------------- | ------------------------------ |
| 2   | DF   | サウジアラビア | オマル・アッ＝ソナイン         |
| 3   | DF   | サウジアラビア | アブドゥルイラーハ・ブハーリー |
| 4   | DF   | イラク         | アフマド・イブラヒーム・ハラフ |
| 6   | MF   | サウジアラビア | ヤヒヤ・オタイン               |
| 7   | MF   | サウジアラビア | Mohammed Al-Kwikbi             |
| 8   | MF   | サウジアラビア | オサーマ・アル＝ハラフ         |
| 9   | FW   | フランス       | ムサ・デンベレ                 |
| 10  | MF   | イングランド   | ジョーダン・ヘンダーソン       |
| 11  | MF   | サウジアラビア | アリー・ハッザージー           |
| 12  | DF   | サウジアラビア | ムハンマド・アッ＝ズバイディー |
| 13  | DF   | サウジアラビア | オサーマ・アッ＝サリーム       |
| 14  | MF   | スロバキア     | フィリプ・キス                 |
| 17  | FW   | サウジアラビア | ナウワーフ・ブーアーメル       |
| 19  | FW   | イングランド   | デマレイ・グレイ               |
| 23  | MF   | ソマリア       | リバン・アブディ               |

| No. | Pos. |                | 選手名                             |
| --- | ---- | -------------- | ---------------------------------- |
| 24  | MF   | サウジアラビア | アブドゥルラフマン・アル＝アブード |
| 25  | MF   | オランダ       | ジョルジニオ・ワイナルドゥム       |
| 29  | MF   | サウジアラビア | ムハンマド・アッ＝スバイイー       |
| 30  | GK   | サウジアラビア | アブドッラー・アッ＝サーレハ       |
| 33  | DF   | エジプト       | フセイン・エッ＝サイイド           |
| 34  | DF   | サウジアラビア | アリー・アル＝ハイバリー           |
| 40  | MF   | サウジアラビア | イブラヒーム・マフナシー           |
| 47  | MF   | サウジアラビア | Ahmed Al-Dohaim                    |
| 50  | DF   | サウジアラビア | サアド・アール＝ハイリー           |
| 70  | FW   | サウジアラビア | ムハンマド・アッ＝サイアリー       |
| 77  | DF   | サウジアラビア | アハマド・アル＝ハビーブ           |
| 80  | MF   | サウジアラビア | ハーミド・アル＝ガームディー       |
| 88  | MF   | サウジアラビア | サアド・アッ＝セルーリー           |
| 92  | GK   | アルジェリア   | ライス・エンボリ                   |
| 99  | FW   | スウェーデン   | ロビン・クアイソン                 |

## 歴代監督
- ジョアン・フランシスコ 1997
- ハリール・アッ＝ザイヤーニー 1999-2000
- ヤン・フェルシュライエン 2003-2004
- ホルヘ・ハベガー 2004
- エジナウド・パトリシオ 2005-2006
- アンマール・アッ＝スワイヤフ 2006-2007
- トニ・オリヴェイラ 2007-2008
- ヨアン・アンドネ 2009
- イオン・マリン 2009-2011
- ユーセフ・アッ＝ズワーウィ 2011
- ブランコ・イバンコビッチ 2011-2012
- アンマール・アッ＝スワイヤフ 2012
- アラン・ガイガー 2012
- マチェイ・スコルジャ 2012-2013
- テオ・ビュッカー 2013
- エウセビウ・トゥドール 2013
- ゴラン・トゥフェグジッチ 2013-2014
- ヨアン・アンドネ 2014
- レオナルド・ラモス 2018
- エウデル・クリストヴァン 2019
- ハレド・アル＝アトウィ（英語版） 2019-2021
- ヴラダン・ミロイェヴィッチ 2021-2022
- パトリス・カルテロン（英語版） 2022-2023
- スティーブン・ジェラード 2023-2025
- サアド・アッ＝シェフリー（アラビア語版、英語版） 2025-